# Kungwea
Kungwea is een geslacht van hooiwagens uit de familie Assamiidae.
De wetenschappelijke naam Kungwea is voor het eerst geldig gepubliceerd door Roewer in 1961. 

## Soorten
Kungwea is monotypisch en omvat slechts de volgende soort:
- Kungwea scabra